# Noja Vestermans
Noja Vestermans (* 10. Junijul. / 23. Juni 1913greg. in Kasan; † 31. August 1942 bei Golubeva, Staraja Russa) war ein lettischer Fußballspieler.

## Karriere und Leben
Noja Vestermans wurde im Jahr 1913 in Kasan, im gleichnamigen Gouvernement des Russischen Kaiserreichs geboren. Seine Eltern waren der Apotheker Yehud Vestermans (1880–vor 1945), der aus Jaunjelgava stammte, und seine Mutter Miriam (1885–1941, geb. Sher). Sein Bruder Iļja (1915–2005), war ebenfalls Fußballspieler. Nachdem Vestermans die Sekundarschule des privaten Rauchvarger Gymnasiums in Riga besucht hatte, begann er ab 1932 ein Studium an der Technischen Universität in Ingenieurswissenschaften.
Vestermans spielte in seiner Fußballkarriere als Stürmer zunächst für Makkabi Riga, bevor er 1933 zu Hakoah Riga in die Virslīga, der höchsten lettischen Spielklasse wechselte. Für Hakoah absolvierte er sechs Spielzeiten in der Virslīga. Er stand größtenteils im Schatten seines bekannteren Bruders Iļja, der auch lettischer Nationalspieler war.
Im Zweiten Weltkrieg nahm Vestermans als Soldat in den Reihen der Roten Armee am Deutsch-Sowjetischen Krieg teil. Er fiel 1942 bei Golubeva in der Nähe von Staraya Russa im Alter von 29 Jahren.
Sein Bruder Iļja war bereits im Januar 1939 in die USA ausgewandert. Aus der Familie überlebten den Zweiten Weltkrieg nur sein Bruder Iļja und ein Cousin, der nach Australien ausgewandert war.

## Weblink
- Lebenslauf bei kazhe.lv (lettisch)